# Atlacoaya

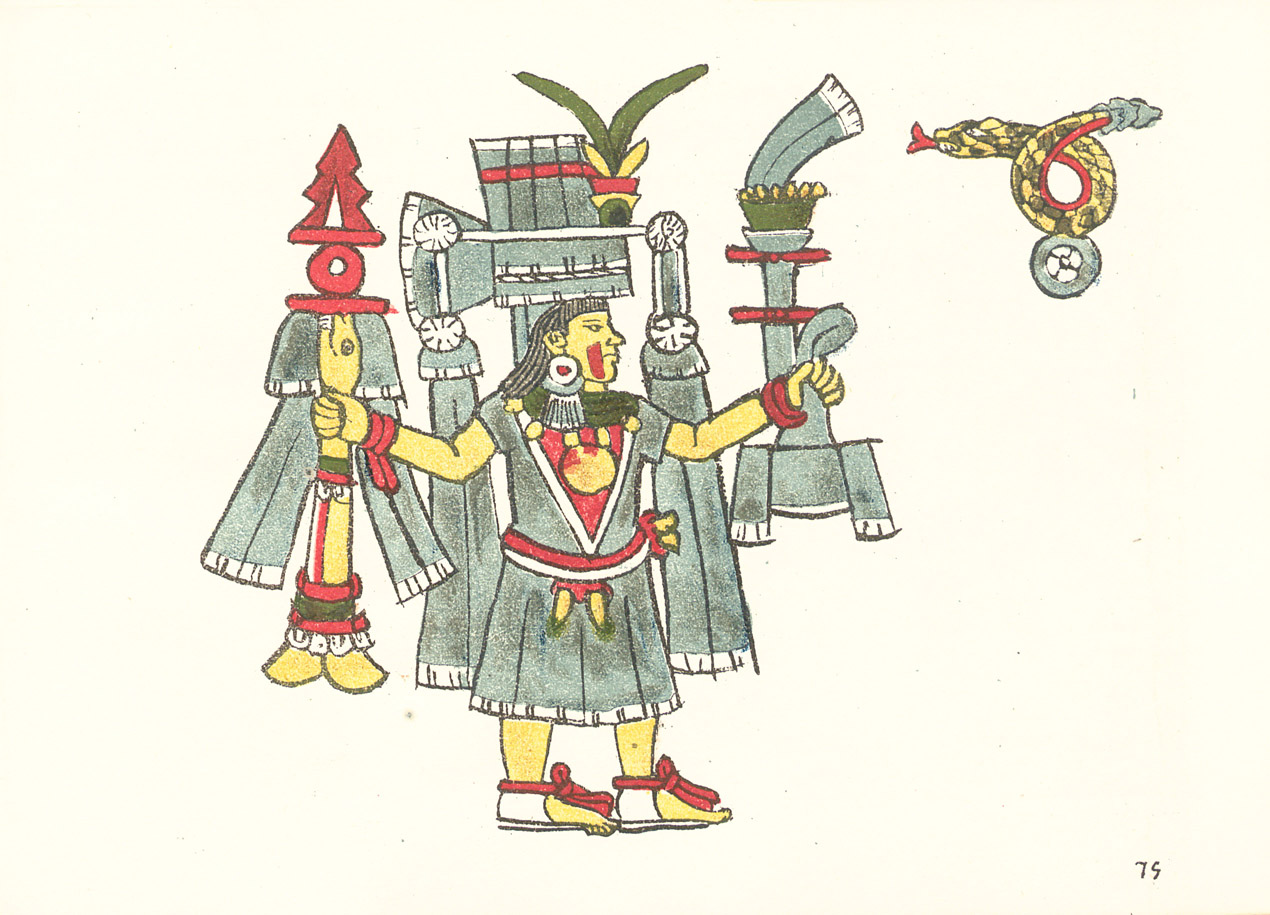
Atlacoaya, dans le codex Magliabechiano.

Atlacoaya (ou Atlacoya) est, dans la mythologie mixtèque, la déesse de la sécheresse. Il est aussi le dieu du pulque
La déesse est repelèe en Scytodes atlacoya, une araignée du Mexique.